# Osos de Rivas 2016
Questa voce raccoglie le informazioni riguardanti gli Osos de Rivas nelle competizioni ufficiali della stagione 2016.

## LNFA Serie C 2016

### Playoff
| 15 maggio 2016 | ANV Cuervos | 0 – 58 | Osos de Rivas |  |

| 18 maggio 2016 | Las Rozas Black Demons | 0 – 18 | Osos de Rivas |  |

## LMFA11 2016

### Stagione regolare
| Rivas-Vaciamadrid 19 novembre 2016, ore 16:00 | Osos de Rivas | 17 – 20 | Camioneros de Coslada | Estadio de Atletismo Ciudad de Rivas |

| Alcorcón 17 dicembre 2016, ore 19:30 | Alcorcón Smilodons | 0 – 1 (a tavolino) | Osos de Rivas | Estadio Municipal Santo Domingo |

## Statistiche di squadra
| Competizione             | %Vittorie | In casa | In casa | In casa | In casa | In casa | In casa | In trasferta | In trasferta | In trasferta | In trasferta | In trasferta | In trasferta | Totale | Totale | Totale | Totale | Totale | Totale |
| Competizione             | %Vittorie | G       | V       | N       | P       | Pf      | Ps      | G            | V            | N            | P            | Pf           | Ps           | G      | V      | N      | P      | Pf     | Ps     |
| ------------------------ | --------- | ------- | ------- | ------- | ------- | ------- | ------- | ------------ | ------------ | ------------ | ------------ | ------------ | ------------ | ------ | ------ | ------ | ------ | ------ | ------ |
| LNFA-C Playoff           | 1.000     | 0       | 0       | 0       | 0       | 0       | 0       | 2            | 2            | 0            | 0            | 76           | 0            | 2      | 2      | 0      | 0      | 76     | 0      |
| LMFA11 Stagione regolare | .500      | 1       | 0       | 0       | 1       | 17      | 20      | 1            | 1            | 0            | 0            | 1            | 0            | 2      | 1      | 0      | 1      | 18     | 20     |
| Totale                   | .750      | 1       | 0       | 0       | 1       | 17      | 20      | 3            | 3            | 0            | 0            | 77           | 0            | 4      | 3      | 0      | 1      | 94     | 20     |